# Strängnäs domkyrkodistrikt
Strängnäs domkyrkodistrikt är ett distrikt i Strängnäs kommun och Södermanlands län. 
Distriktet ligger i och omkring Strängnäs. 

## Tidigare administrativ tillhörighet
Distriktet inrättades 2016 och utgörs av området Strängnäs stad omfattade till 1971, vari en del Strängnäs socken uppgick 1950.
Området motsvarar den omfattning Strängnäs domkyrkoförsamling hade 1999/2000 och fick 1966 efter sammanläggning av stads- och landsförsamlingarna.